# Mogliano Veneto (stacja kolejowa)
Mogliano Veneto (włoski: Stazione di Mogliano Veneto) – stacja kolejowa w Mogliano Veneto, w prowincji Treviso, w regionie Wenecja Euganejska, we Włoszech. Znajduje się na linii Wenecja – Udine, 17,7 km od stacji Venezia Santa Lucia i 11,6 km od Treviso Centrale.
Budynek pasażerski znajduje się w centrum Mogliano Veneto i obsługuje również gminy ościenne.
Według klasyfikacji RFI posiada kategorię srebrną.

## Historia
Stacja została wybudowana w 1851 roku wraz z otwarciem pierwszego odcinka linii między Mestre i Treviso. Początkowo była to linia jednotorowa, stacja została wyposażona w mijankę (po zachodniej stronie placu), a budynek pasażerski został wyposażony w pięć pomieszczeń, które były przewidziane tylko na parterze. Liczbę torów stacji zwiększono do trzech wraz z rozbudową linii  oraz w 1926 budynek pasażerski został rozbudowany i powiększony do 7 pomieszczeń w tym dwóch na piętrze.
Do roku 1939 był nazywany po prostu "Mogliano".
Stacja towarowa została niemal całkowicie zastąpiona w połowie lat dziewięćdziesiątych  parkingiem zarządzanym przez miasto i przy tej modernizacji także rozebrano jego skład towarowy. W przeszłości, stacja przeżywała swój moment maksymalnego ruchu w okresie, w którym Mogliano był jednym z największych ośrodków specjalizujących się w uprawie brzoskwiń.
W połowie lat dziewięćdziesiątych również budynek pasażerski został odnowiony, uzyskując nową jedną przestrzeń, z holem, poczekalnią i kasami biletowymi.
Dzięki umowie między miastem Mogliano i koleją w latach dziewięćdziesiątych zostało ostatecznie zburzone i zastąpione oryginalne przejście podziemne, które było własnością FS od lat siedemdziesiątych. Nowe przejście rozwiązało komunikację między dwiema częściami miasta, podzielonymi przez tory.
W 2007 roku perony stacji zostały podniesione do wysokości obsługujących pociągów SFMR.

## Linie kolejowe
- Wenecja – Udine